# Euonymus verrucosus
Euonymus verrucosus là một loài thực vật có hoa trong họ Dây gối. Loài này được Scop. mô tả khoa học đầu tiên năm 1771.

## Hình ảnh

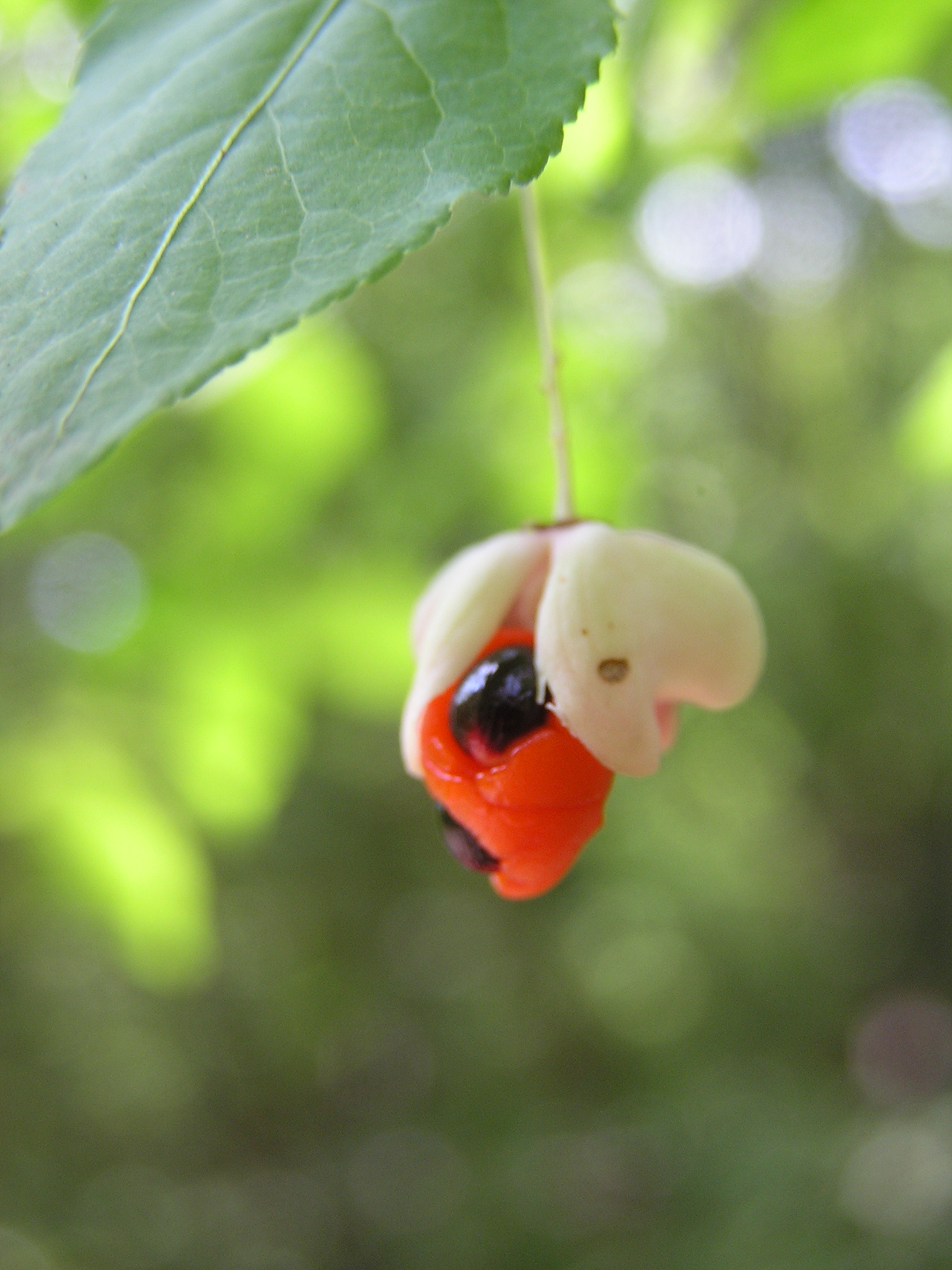
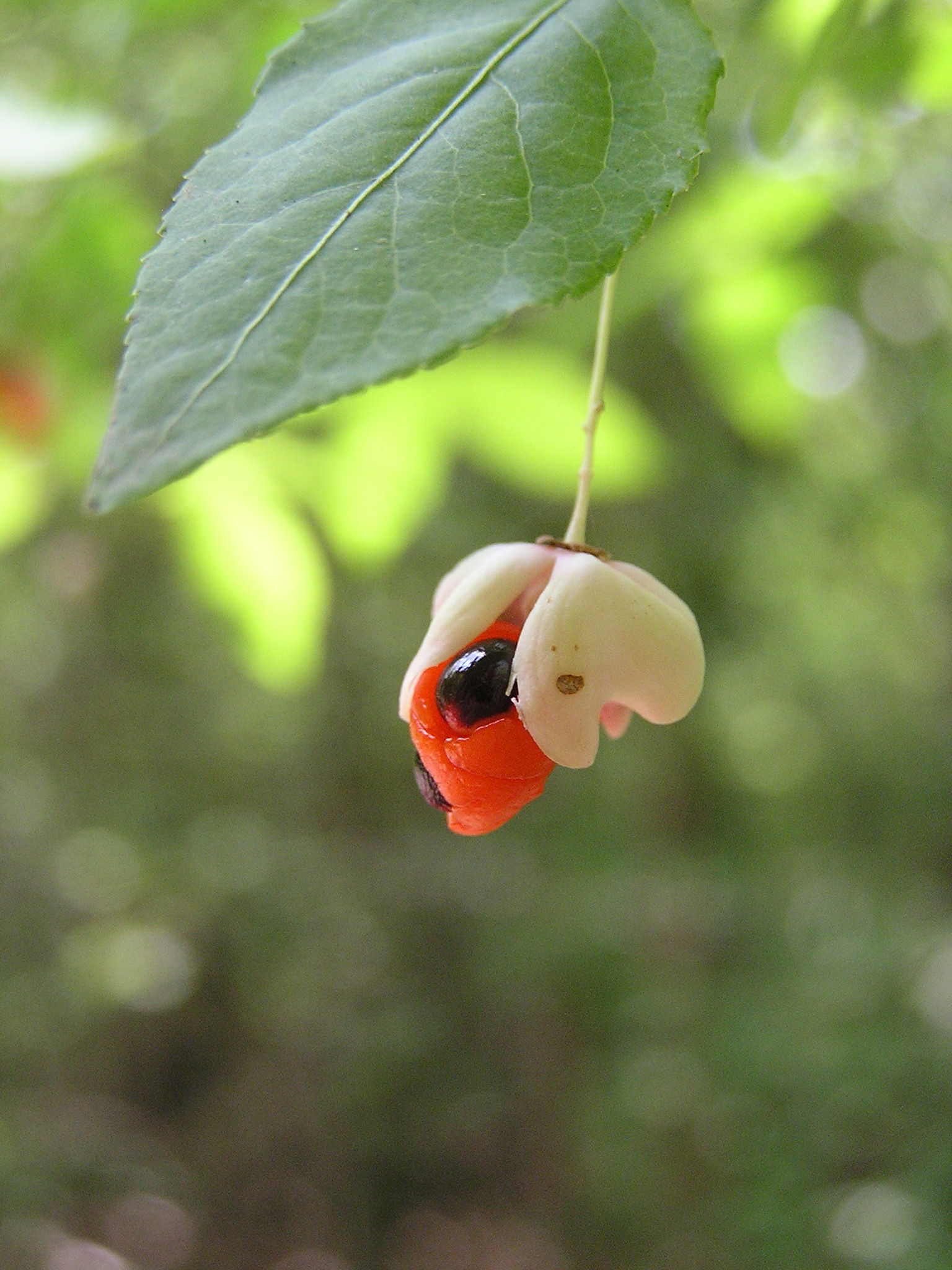
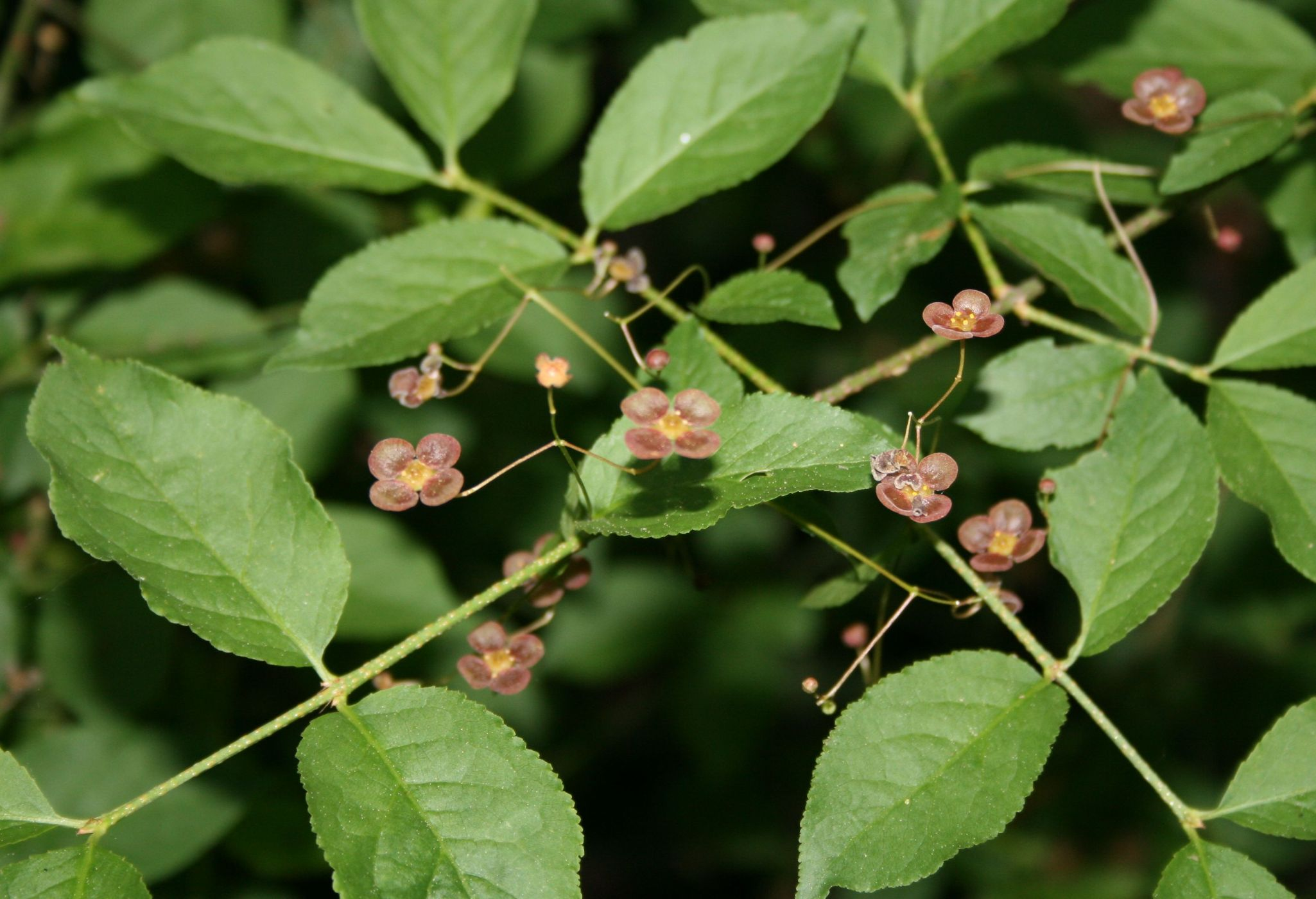
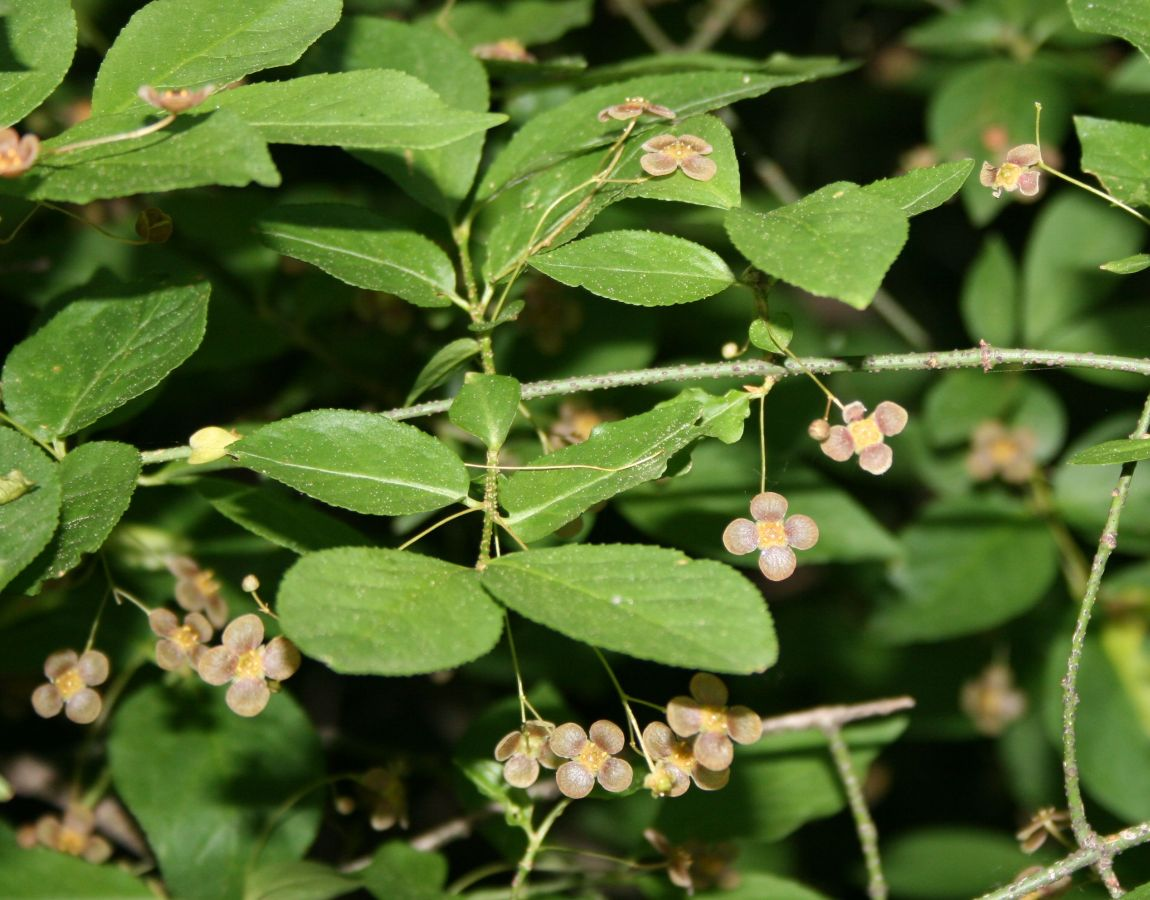